# ジオヴァンニ・アウグスト・オリヴェイラ・カルドソ
ジオヴァンニ・アウグスト（Giovanni Augusto）ことジオヴァンニ・アウグスト・オリヴェイラ・カルドソ（ポルトガル語: Giovanni Augusto Oliveira Cardoso、1989年9月5日 - ）は、ブラジルのサッカー選手。ポジションはMF。

## クラブ歴
パイサンドゥSCとアトレチコ・ミネイロの下部組織に在籍した。2010年3月17日に行われたコパ・ド・ブラジルのアソシアソン・シャペコエンセ・ジ・フチボウ戦でエヴァンドロに代わって出場し選手初出場。しかし出場機会が少なく5月にクルーベ・ナウチコ・カピバリベに期限付き移籍。その後はグレミオ・バルエリ、クリシューマEC、再びナウチコ、ABC FC、フィゲイレンセFCへと期限付き移籍した。フィゲイレンセではレギュラーとしてカンピオナート・ブラジレイロ・セリエAに出場し、24試合4得点でクラブを降格から救った。2014年5月18日にはアレーナ・デ・サンパウロ初の公式得点者となった。2015年にアトレチコ・ミネイロに復帰しレヴィー・クルピ監督の下レギュラーを獲得。5月5日に2018年まで契約を更新した。
2016年2月4日にSCコリンチャンス・パウリスタに移籍。2018年にCRヴァスコ・ダ・ガマに期限付き移籍。